# پودلاسک (استان اشوی‌داشکسیه)
پودلاسک (به لهستانی: Podlasek) یک منطقهٔ مسکونی در لهستان است که در گمینا ستوپنگتسا واقع شده‌است.